# Kordula Schulz-Asche

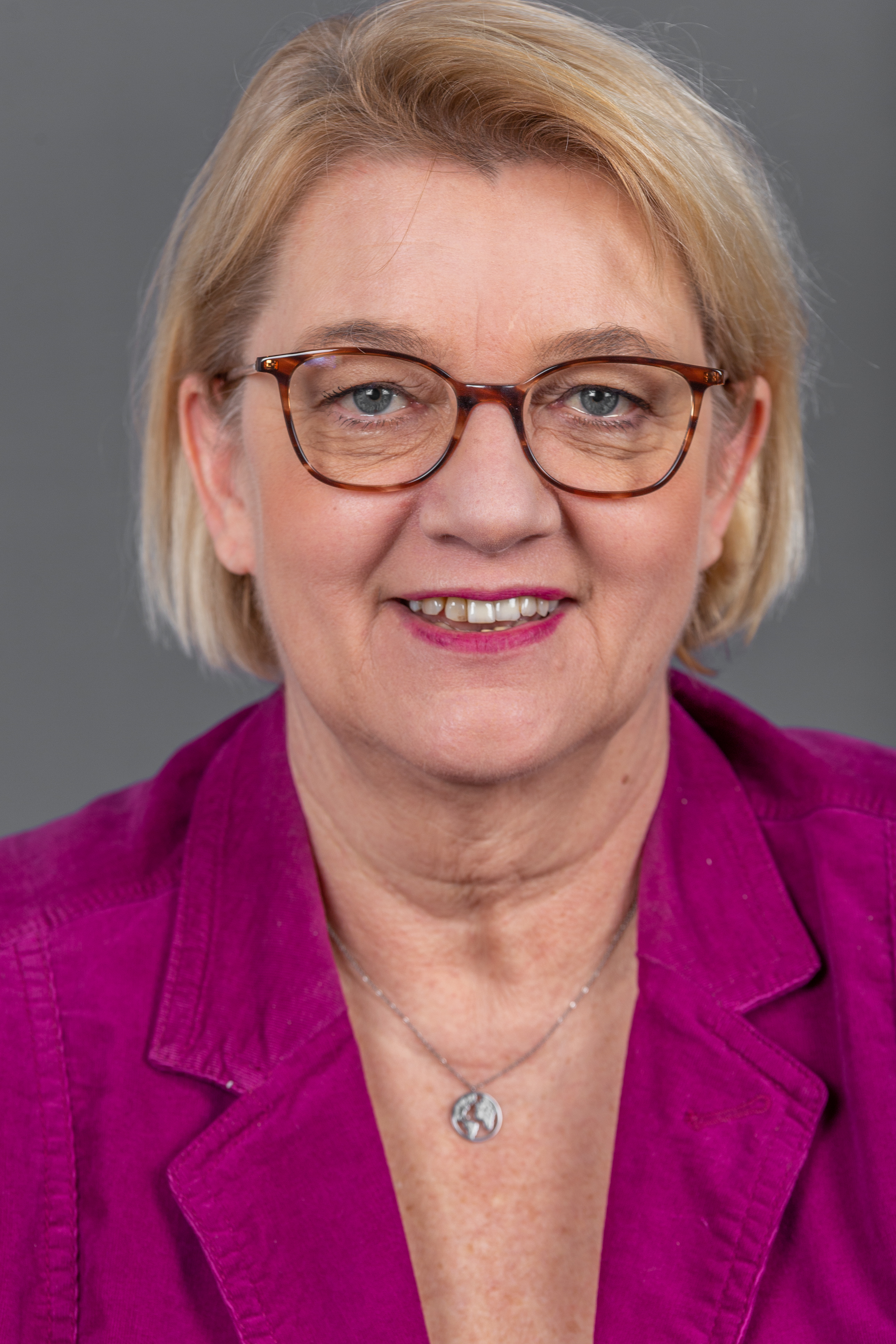
Kordula Schulz-Asche (2020)

Kordula Anna Paula Schulz-Asche (* 31. Dezember 1956 in Berlin) ist eine deutsche Politikerin (Bündnis 90/Die Grünen) und Kommunikationswissenschaftlerin. Sie war von 2013 bis 2025 Mitglied des Deutschen Bundestages. und gehört unter anderem dem Gesundheitsausschuss des Bundestages an.

## Leben
Nach dem Abitur an der Lily-Braun-Oberschule in Spandau und einer Ausbildung zur Krankenschwester beim Roten Kreuz studierte Kordula Schulz-Asche Kommunikationswissenschaften, Geschichte und Politikwissenschaft an der FU Berlin. Der Titel ihrer Magisterarbeit von 1989 lautet: Medieneinsatz zur Gesundheitsaufklärung in der Dritten Welt am Beispiel einer Radiokampagne in Burkina Faso. Von 1986 bis 1998 lebte sie mit ihrem Mann, dem Afrikaökonomen Helmut Asche, und ihrer Tochter in verschiedenen Ländern Afrikas (Burkina Faso, Ruanda und Kenia). In dieser Zeit arbeitete sie für Entwicklungsorganisationen im Bereich Gesundheitsaufklärung. Von 2000 bis 2003 arbeitete sie bei der Deutschen Gesellschaft für Technische Zusammenarbeit (GTZ) in Eschborn (bei Frankfurt am Main) im Projekt „HIV/AIDS-Bekämpfung in Entwicklungsländern“.

## Politische Laufbahn
Ihre politische Karriere startete 1978 mit der Gründung der Alternativen Liste (heute: Landesverband Bündnis 90/Die Grünen Berlin) in Berlin. 1983 zog sie als Nachrückerin ins Berliner Abgeordnetenhaus ein und wurde die jüngste Fraktionsvorsitzende in der deutschen Parteiengeschichte. 1985 konnte sie wegen des Rotationsprinzips nicht noch einmal kandidieren.
Schulz-Asche war von Juli 2005 bis Dezember 2013 Landesvorsitzende von Bündnis 90/Die Grünen Hessen. Sie wurde am 16. Juni 2007 auf Listenplatz 1 und somit, zusammen mit Tarek Al-Wazir, zur Spitzenkandidatin für die Landtagswahlen in Hessen 2008 und 2009 gewählt.

### Abgeordnete im Hessischen Landtag
Kordula Schulz-Asche war von April 2003 bis Oktober 2013 Mitglied des Hessischen Landtags und Sprecherin für Sozial-, Demografie-, Gesundheits- und Behindertenpolitik sowie stellvertretende Fraktionsvorsitzende der Grünen. Sie war stellvertretende Vorsitzende der Enquete-Kommission „Demographischer Wandel in Hessen“ und Vorsitzende des sozialpolitischen Ausschusses des Hessischen Landtags. Sie kandidierte stets im Wahlkreis Main-Taunus I, wurde aber über die Landesliste ihrer Partei in das Parlament gewählt. Ihr Nachfolger im Hessischen Landtag ist Thomas Ackermann.

### Abgeordnete im Bundestag
Sie kandidierte für die Bundestagswahl 2013 im Wahlkreis 181 (Main-Taunus-Kreis und südlicher Hochtaunuskreis). Der Wahlkreis wurde von Heinz Riesenhuber gewonnen. Schulz-Asche zog über die Landesliste in den Bundestag ein.
Im 18. Deutschen Bundestag ist sie erstmals ordentliches Mitglied im Ausschuss für Gesundheit und im Unterausschuss Bürgerschaftliches Engagement sowie stellvertretendes Mitglied im Ausschuss für Familie, Senioren, Frauen und Jugend und im Ausschuss für Menschenrechte und humanitäre Hilfe. Sie ist Sprecherin der Fraktion für Prävention und Gesundheitswirtschaft sowie Bürgerschaftliches Engagement.
Im 19. Deutschen Bundestag war Schulz-Asche nach wie vor ordentliches Mitglied im Ausschuss für Gesundheit. Als stellvertretendes Mitglied gehört sie dem Unterausschuss Globale Gesundheit, dem Ausschuss für Familie, Senioren, Frauen und Jugend, sowie dem Unterausschuss Bürgerschaftliches Engagement an.
Im 20. Deutschen Bundestag wurde sie in den Ausschuss für Gesundheit als ordentliches Mitglied erneut gewählt.
Im März 2024 kündigte Schulz-Asche an, für die Wahl zum 21. Deutschen Bundestag nicht erneut zu kandidieren.